# Montérolier
Montérolier ist eine französische Gemeinde mit 603 Einwohnern (Stand 1. Januar 2022) im Département Seine-Maritime in der Region Normandie. Sie gehört zum Arrondissement Dieppe und zum Kanton Neufchâtel-en-Bray. Die Bewohner werden Monastériens-Olivétains und Monastériennes-Olivétaines genannt.

## Geographie
Die Gemeinde liegt östlich des Zentrums des Départements, etwa 27,5 Kilometer nordöstlich von Rouen und etwa 37,5 Kilometer südöstlich von Dieppe in der Landschaft Pays de Bray. 
Umgeben wird Montérolier von den sechs Nachbargemeinden:
| Saint-Martin-Osmonville | Neufbosc                                    | Sainte-Geneviève |
|                         | Kompassrose, die auf Nachbargemeinden zeigt | Mathonville      |
| Rocquemont              | Buchy                                       |                  |

## Bevölkerungsentwicklung
| Jahr      | 1962 | 1968 | 1975 | 1982 | 1990 | 1999 | 2008 | 2014 | 2020 |
| Einwohner | 459  | 419  | 367  | 398  | 417  | 500  | 519  | 588  | 606  |

## Sehenswürdigkeiten
- Kirche Notre-Dame aus dem 17. Jahrhundert

## Persönlichkeiten
- Jean de Grouchy (1354–1435), Seigneur de Montérolier